# Mastixia macrophylla
Mastixia macrophylla là một loài thực vật thuộc họ Cornaceae. Đây là loài đặc hữu của Sri Lanka.